# Hecatera maderae
Hecatera maderae är en fjärilsart som beskrevs av Baker 1891. Hecatera maderae ingår i släktet Hecatera och familjen nattflyn. Inga underarter finns listade i Catalogue of Life.